# Anilocra apogonae
Anilocra apogonae är en kräftdjursart som beskrevs av Bruce 1987. Anilocra apogonae ingår i släktet Anilocra och familjen Cymothoidae. Inga underarter finns listade i Catalogue of Life.